# Afeida (figlio di Ossinte)
Afeida (in greco antico: Ἀφείδας?) è un personaggio della mitologia greca, figlio di Ossinte, mitologico re di Atene. Teseo era suo bisnonno, ed aveva un fratello chiamato Timete..

## Mitologia
Alla morte del padre (il tredicesimo Re di Atene) gli succedette essendo suo primogenito, ma il suo regno durò un solo anno poiché Timete, invidioso e desideroso di ottenere il potere con la forza, uccise il fratello e governò al suo posto.